# Gipuskoanski dijalekt
Gipuzkoanski dijalekt (Gipuzkera) ili središnji dijalekt je dijalekt baskijskog jezika koji se govori prvenstveno u pokrajini Gipuskoa u Baskiji, ali i također u malom dijelu Navare. To je središnji dijalekt, govori se u središnjem i istočnom dijelu Gipuskoe. U tradicionalnoj dijalektalnoj klasifikaciji jezika na temelju istraživanja koje je proveo Louis Lucien Bonaparte u 19. stoljeću, varijante baskijskog koje se govore po dolinama Sakana i Burunda su također uključeni u gipuskoanski, što osporavaju suvremeni baskijski jezikoslovci. 

## Poredbene značajke
Neke značajke gipuskoankog iz gledišta govornika drugih dijalekata zvučnika mogu se sažeti na sljedeći način: 
- grafem j, koji je jako promjenjiv među baskijskim dijalekata, općenito se izgovara kao [x] (npr. [xakin] vs [ʝakin], jakin).

- glagol 'ići' izgovara se jun ([Xun]), za razliku od općenitog joan ([ʝoan]).

- pomoćni glagolski oblici "det- dek - dezu", itd., za razliku od općebaskijskog "dut" (biskajki:"dot")

- glagolski infinitivi sa završetcima -TU (bizitu, bialdu, itd.), su česti u središnjima dijalektima.

- u imenica, završetak"-" se često se tumači kao određeni član i ispušta u neodređenim frazama, npr. "gauz bat (jedna stvar) nasuprot gauza bat.

- sibilantni alofon "tx" na početku riječi, za razliku od općefrikativnog "z", npr. txulo nasuprot zulo, "txuri" nasuprot "zuri", itd.

## Podvarijante
Unutar gipuzkoanskog, postoje četiri glavna pod-dijalekta: 
- Beterri varijanta (iz okolice Tolose, Donostije)
- varijanta Goierri
- varijanta Urola (s Zarautz da Mutriku)
- navareški gipuskoanski  (Burunda, Echarri-Aranaz)

## Govorno područje
Gipuzkoan se ne govori po cijeloj Gipuskoi. Ugrubo obuhvaća područje između rijeke Deba i rijeke Oiartzun. Pojas   Gipuskoe koji se proteže od Leintz-Gatzage do Elgoibar je dio biskajskog (zapadnog) dijalektalnog područja, dok rijeka Oiartzun koja teče prema Errenteriji ocrtava granicu s gornjenavareškim dijalektom. Međutim, granice između gipuzkoanskoa i gornjenavareškog postupno nestaju jer standardni baskijski jezik   počinje zamagljivati razlike među tradicionalnim dijalektima, osobito među mlađim Baskima. 

## Povijesna uloga
Gipuzkoanski je jedan od četiri narječja poznata kao baskijska književna narječja  (biskajski, lapurdijski,  zuberoanski i gipuzkoanski). Bio je korišten u baskijskoj književnosti od 17. stoljeća naovamo, ali, kao i kod zuberoanski i biskajski, uživao je samo manju ulogu u razdoblju dominacije lapurdijskog. To je bilo zbog činjenice da je središte baskijske književne produkcije bilo u Lapurdiji tijekom 16., 17. i većeg dijela 18. stoljeća. 

## Batua i gipuskoanski
Gipuzkoanski vokabular je korištena kao glavni izvor u vokabulara za standardni baskijski koji se koristi u nastavi i medijima. 